# Palazzo Nobili Vitelleschi

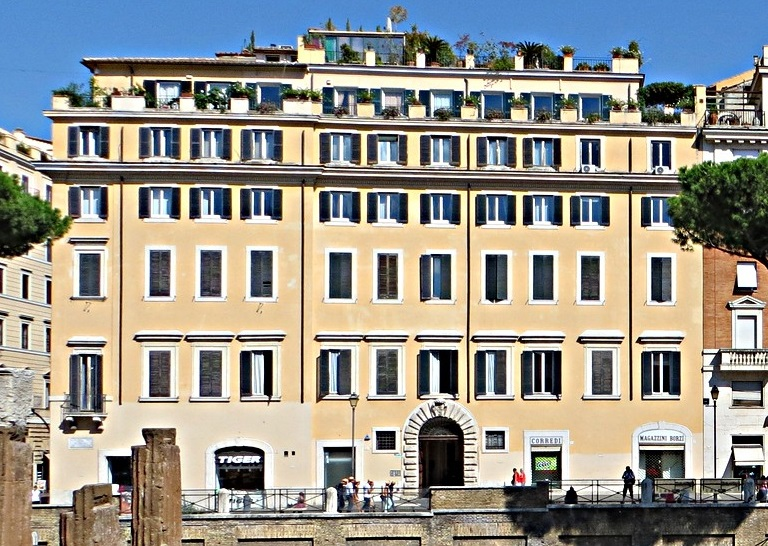
Fachada na Via di San Nicola de' Cesarini.

Palazzo Nobili Vitelleschi é um palácio localizado na esquina do Corso Vittorio Emanuele II com a Via di San Nicola dei Cesarini, no rione Pigna de Roma, de frente para o Largo di Torre Argentina.

## História e descrição
Este belíssimo edifício foi construído no século XIX para os Nobili Vitelleschi, uma família criada no século XVII com o casamento de Virginia Vitelleschi, a última de sua família, oriunda de Città di Castello, com Girolamo Nobili, de Rieti, que, como condição para herdar as propriedades dela, prometeu conservar o sobrenome Vitelleschi. O palácio foi construído numa área onde antes ficava uma parte do vizinho Collegio Calasanzio, comprada pelos Nobili Vitelleschi e demolida. 
A fachada se apresenta em três pisos além do térreo; o ático é do final do século XIX, assim como o grande terraço mais acima. No térreo se abre um portal em arco com silhares decorado com o brasão da família, uma águia e dois bezesrros um de frente para o outro. Ele é flanqueado por pequenas janelas quadradas emolduradas e espaços comerciais, abertos já no século XX, algumas das quais conservando ainda as portas originais. No primeiro piso, as janelas são arquitravadas e as dos dois pisos seguintes, apenas emolduradas. O edifício tem ainda uma fachada muito menor no Corso Vittorio Emanuele II com as mesmas características.
Desde 1965. o edifício abriga a sede da Gran Loggia d'Italia degli Alam, uma das maiores lojas maçônicas da Itália.